# Mis med de blå øjne
|  | Denne artikel er oprettet af botten PalnaBot ud fra en ekstern database. Den kan derfor have sproglige fejl eller mangler. Denne skabelon kan fjernes efter kontrol af indholdet. |

Mis med de blå øjne er en film instrueret af Peter Hausner og Søren Tomas efter en billedbog for børn skrevet af Egon Mathiesen i 1949.

## Handling
En lille mis med blå øjne og godt humør gik engang ud i verden for at finde landet med de mange mus. - Ja, sådan starter det dejlige eventyr, hvor lille mis på sin færd møder mange små forhindringer, hjælper kattene med de gule øjne, selv om de først ikke vil vide af en blåøjet frænde. Til sidst finder den det forjættede land og accept: "Tak for mus, gode mis. Vi har fundet ud af, at du er en kat ligesom vi, der kan være sulten og sjov, og tynd og tyk, og finde marker med mus og se ligesom vi. Selvom øjnene er blå".